# Australian GT Championship

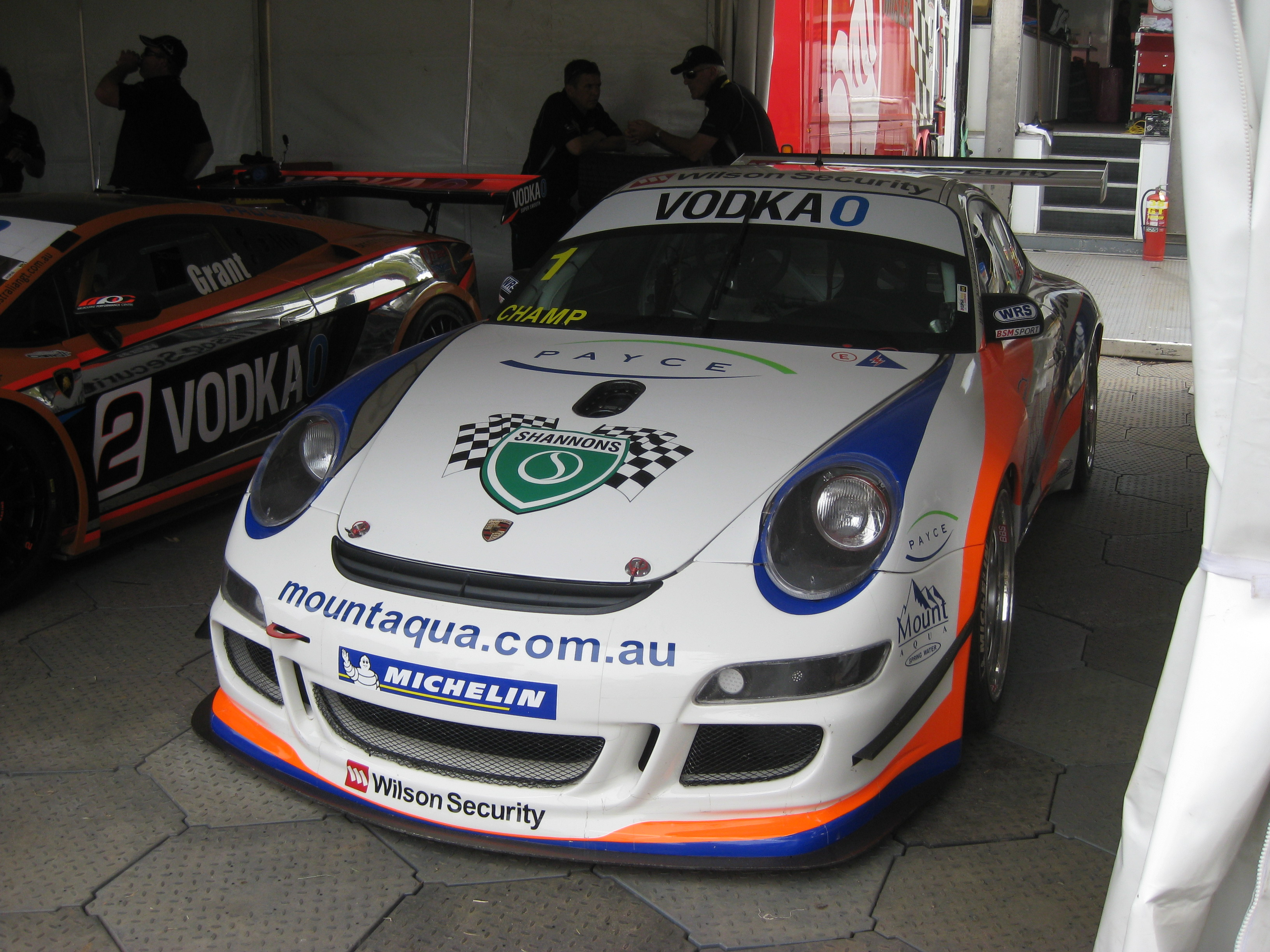
Una Porsche del campionato

L'Australian GT Championship è un titolo nazionale australiano per piloti di auto GT e segue le regole della CAMS. Il campionato si è tenuto dal 1960 al 1963, poi tra il 1982 e il 1985 e dal 2005.
Il campionato del 1963 venne assegnato con una gara singola ma già dall'anno successivo si tenne su più gare. Nella sua prima era il campionato era aperto alle vetture con ruote coperte, non necessariamente modelli in produzione, seguendo l'Appendice K delle regole CAMS.
Tra il 1982 e il 1985 il campionato era aperto alle vetture di produzione ampiamente modificate e venivano utilizzate le regole CAMS del Gruppo D GT. Nel 1982 potevano partecipare anche le berline con le regole del Gruppo B Sport
Dal 2005 il campionato ha ripreso il via come seguito dell'Australian Nations Cup Championship e anno dopo anno si sta sempre più avvicinando all'adozione delle regole della serie GT3 della FIA anche se sono numerose le vetture che ancora non rientrano in questo nuovo regolamento.

## Albo d'oro
| Stagione  | Campione         | Marca                                             |
| --------- | ---------------- | ------------------------------------------------- |
| 1960      | Leo Geoghegan    | Lotus Elite                                       |
| 1961      | Frank Matich     | Jaguar D-Type                                     |
| 1962      | John French      | Centaur Waggott                                   |
| 1963      | Bob Jane         | Jaguar E-Type                                     |
| 1964-1981 | Non disputato    | Non disputato                                     |
| 1982      | Alan Jones       | Porsche 935                                       |
| 1983      | Rusty French     | Porsche 935                                       |
| 1984      | Allan Grice      | Chevrolet Monza                                   |
| 1985      | Bryan Thomson    | Chevrolet Monza Mercedes-Benz 450 SLC - Chevrolet |
| 1986-2004 | Non Disputato    | Non Disputato                                     |
| 2005      | Bryce Washington | Porsche 996 GT3 RS                                |
| 2006      | Greg Crick       | Dodge Viper GTS ACR                               |
| 2007      | Allan Simonsen   | Ferrari 360 GT Ferrari F430 GT3                   |
| 2008      | Mark Eddy        | Lamborghini Gallardo GT3                          |
| 2009      | David Wall       | Porsche 997 GT3 RS Cup S                          |
| 2010      | David Wall       | Porsche 997 GT3 RS Cup S                          |
| 2011      | Mark Eddy        | Audi R8 LMS                                       |
| 2012      | Klark Quinn      | Porsche 997 GT3-R                                 |
| 2013      | Klark Quinn      | Porsche 997 GT3-R                                 |